# Ісус і Мо
"Ісус і Мо" (англ. Jesus and Mo) — британський саркастичний комікс, що висміює постаті Ісуса Христа та пророка Мухаммеда, християнські цінності, мусульманську віру та релігію загалом.

## Історія
Автором коміксу є невідомий художник, що публікується під псевдонімом Могаммед Джонс (англ. Mohammed Jones). Перший випуск коміксу вийшов у 2005 році. Сам Могаммед Джонс приховує своє ім'я, нібито через побоювання щодо помсти з боку ісламських екстремістів та боячись викрити власну етнічну приналежність.

## Тематика
Комікс написаний у жанрі пародійної релігійності, часто висміюючи релігію, релігійні тексти, церквоні укази та побожну поведінку. Зазвичай висміюються християнство та мусульманська віра, однак інколи критикуються й інші релігії та теїзм як явище.

## Сюжет
Головними діючими особами є християнин Ісус (справжній Ісус Христос) та мусульманин Мо (дублер, що зображує Мухаммеда попри мусульманську заборону на це), що разом винаймають квартиру в Лондоні та є коханцями. Час від часу вони відвідують паб "Півень та Бик" (англ. The Cock and Bull), де сперечаються з безіменною шинкаркою, яка завжди з'являється за кадром. Шинкарка є атеїсткою та часто ставить їм незручні питання щодо релігії, ставлячи під сумнів цінності їхніх релігій.
Інколи з'являються пророк Мойсей, засновник мормонської церкви Джозеф Сміт та індійський бог Ґанеша.

## Друк
Деякі випуски видавалися друком. Усього було видано 4 частини, кожна з яких містить 40-50 уривків, а також 10 уривків, що раніше ніде не видавалися. Усі були оприлюднені 2007 року.
Уривки окремих випусків інколи друкує британський часопис The Freethinker. Щонайменше 4 таких уривки видав данський часопис Information у 2007 році.